# Final Four dell'Eurolega 2013-2014
Le Final Four dell'Eurolega 2013-2014 di hockey su pista si sono disputate presso il Palau Blaugrana di Barcellona in Spagna dal 3 al 4 maggio 2014.
Vi hanno partecipato le seguenti squadre:
- 1º quarto di finale:  Porto
- 2º quarto di finale:  Benfica
- 3º quarto di finale:  Vendrell
- 4º quarto di finale:  Barcellona

I vincitori, gli spagnoli del Barcellona, al ventesimo successo nella manifestazione, hanno ottenuto il diritto di giocare contro i vincitori e i finalisti della Coppa CERS 2013-2014, i connazionali del Noia, nella Coppa Continentale 2014-2015.

## Tabellone
|  | Semifinali | Semifinali | Semifinali |            |       | Finale | Finale | Finale |  |
|  |            |            |            |            |       |        |        |        |  |
|  | Porto      | Porto      | 6          |            |       |        |        |        |  |
|  | Porto      | Porto      | 6          |            |       |        |        |        |  |
|  | Vendrell   | Vendrell   | 3          |            |       |        |        |        |  |
|  | Vendrell   | Vendrell   | 3          |            | Porto | Porto  | 1      |        |  |
|  |            |            |            |            | Porto | Porto  | 1      |        |  |
|  |            |            | Barcellona | Barcellona | 3     |        |        |        |  |
|  | Barcellona | Barcellona | Barcellona | Barcellona | 3     | 3      |        |        |  |
|  | Barcellona | Barcellona |            |            |       |        |        |        |  |
|  | Benfica    | Benfica    | 2          |            |       |        |        |        |  |

## Risultati

### Semifinali
| Barcellona 3 maggio 2014, ore 16:15 CEST | Porto | 6 – 3 | Vendrell | Palau Blaugrana |

| Barcellona 3 maggio 2014, ore 18:15 CEST | Barcellona | 3 – 2 | Benfica | Palau Blaugrana |

### Finale
| Barcellona 4 maggio 2014, ore 12:00 CEST                                          | Barcellona | 3 – 1        | Porto | Palau Blaugrana |
| \| \| \| \| \| Torra 17'13" 43'47" Barroso 38'47" \| Marcatori \| 27'21" Nunes \| |            |              |       |                 |
|                                                                                   |            |              |       |                 |
| Torra 17'13" 43'47" Barroso 38'47"                                                | Marcatori  | 27'21" Nunes |       |                 |

| Barcellona    |    |                        |
|               |    |                        |
| P             | 1  | Aitor Egurrola         |
| E             | 3  | Marc Gual              |
| E             | 4  | Matías Pascual         |
| E             | 5  | Raul Marín Martín      |
| E             | 7  | Pablo Álvarez Vera     |
| E             | 8  | Marc Torra Sayó        |
| E             | 8  | Sergi Panadero         |
| P             | 10 | Sergi Fernández        |
| E             | 26 | Xavi Barroso           |
| E             | 57 | Reinaldo García Mallea |
| Allenatore:   |    |                        |
| Ricardo Muñoz |    |                        |

| Porto       |    |                           |
|             |    |                           |
| E           | 7  | Pedro Moreira             |
| E           | 8  | Ricardo do Carmo Oliveira |
| E           | 9  | Tiago Losna               |
| E           | 10 | Nélson Filipe             |
| E           | 15 | Jorge Silva               |
| E           | 30 | Vítor Hugo                |
| P           | 47 | Edo Bosch                 |
| E           | 66 | Reinaldo Ventura          |
| E           | 77 | Ricardo Barreiros         |
| E           | 78 | Hélder Nunes              |
| Allenatore: |    |                           |
| Tó Neves    |    |                           |